# Silabu
Silabu is een bestuurslaag in het regentschap Kepulauan Mentawai van de provincie West-Sumatra, Indonesië. Silabu telt 966 inwoners (volkstelling 2010).